# Miguel de la Anunciación

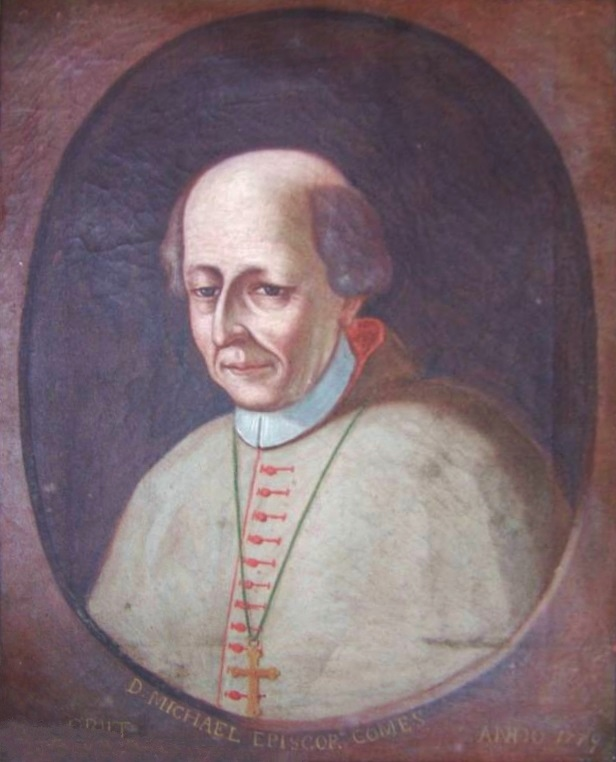
Retrato de D. Miguel da Anunciação (1779), por Pascoal Parente (Museu Nacional de Machado de Castro)

Miguel de la Anunciación, o Miguel da Anunciação o como fue bautizado Miguel Carlos da Cunha (Parroquia de São José (Lisboa), 18 de febrero de 1703-Semide (Miranda do Corvo), 29 de agosto de 1779), fraile agustino, obispo de Coímbra y 16.º Conde de Arganil (1740-1779).

## Biografía
De origen noble, Miguel de la Anunciación era hijo de Tristán da Cunha y Ataíde, primer conde de Povolide y Arcângela Maria de Vilhena, hija de Miguel Carlos de Távora y Maria Caetana da Cunha, segunda condesa de São Vicente.
Fue alumno externo (porcionista) del Real Colegio de San Pablo de Coímbra y asistió a cánones en la universidad, habiendo obtenido su doctorado el 2 de julio de 1725. Pero luego decidió ingresar al monasterio de Santa Cruz de Coímbra, habiendo recibido el hábito el 26 de abril de 1728, siendo en 1737 elegido general o prior de la congregación.
Dos años más tarde, en 1739, fue presentado para obispo de Coímbra por el rey Juan V, recibiendo la consagración episcopal en Santa Cruz el 9 de abril de 1741. En posesión de su diócesis desde 1741, en junio de 1741 fundó y fue benefactor del Seminario Mayor de la Sagrada Familia de Coímbra, así como el creador de la Academia Litúrgica del Monasterio de Santa Cruz.
Eran los tiempos del rey José de Portugal y el gobierno de Pombal cuando el obispo publicó, el 8 de noviembre de 1768, una polémica carta pastoral en la que indicaba a los fieles de la diócesis que debían abstenerse de leer ciertos libros porque transmitían ideas revolucionarias francesas contrarias a la Doctrina de la Iglesia Católica. En otra carta pastoral se oponía a las corridas de toros como forma de celebrar a los santos patronos de sus parroquias. Entre los libros que prohibía estaban la Enciclopedia, obras de Rousseau, incluyendo el Contrato Social, De statu ecclesiae et legitima potestate de Justinus Febronius, Romani Pontificis, y La pucelle d'Orléans, de Voltaire. Su ataque iba contra la política de Pombal, quien pretendía modernizar el sistema educativo en Portugal según las nuevas ideas que campaban por Europa. El plan de estudios de la Universidad de Coímbra tenía más de dos siglos de antigüedad y, en algunos aspectos, era cuasi medieval. 
El obispo fue arrestado, encarcelado y depuesto por el marqués de Pombal. Pasó ocho años preso en la fortaleza de Pedrouços. Anunciación fue encerrado en prisión sin cargos ni juicio. Pero, de hecho, todo sucedió durante el proceso que cayó sobre la familia Távora, de la cual formaba parte, y cuya persecución solo terminó después de nueve años, con la muerte del monarca y la caída de Pombal. Sin embargo, el 21 de febrero de 1777, tres días antes de su muerte y quizás debido a "cargo de conciencia", el rey escribió de su propia mano una orden por la que perdonaba al prelado y autorizaba su liberación.
El 7 de julio siguiente, la nueva reina, María, dirigía una carta muy honorable a Miguel. quien de nuevo entró solemnemente como obispo de Coímbra el 22 de agosto de 1777, recobrando la diócesis que Benedicto XIV le había asignado y que el papa Pío VI confirmó.
Murió en el convento de Santa María de Semide el 29 de agosto de 1779, y después de ser trasladado, sus restos yacen con sus armas en la nave de la iglesia del monasterio de Santa Cruz, en el lado de la epístola.